# Frasses
Frasses (toponimo francese) è una frazione di 163 abitanti del comune svizzero di Les Montets, nel Canton Friburgo (distretto della Broye).

## Storia

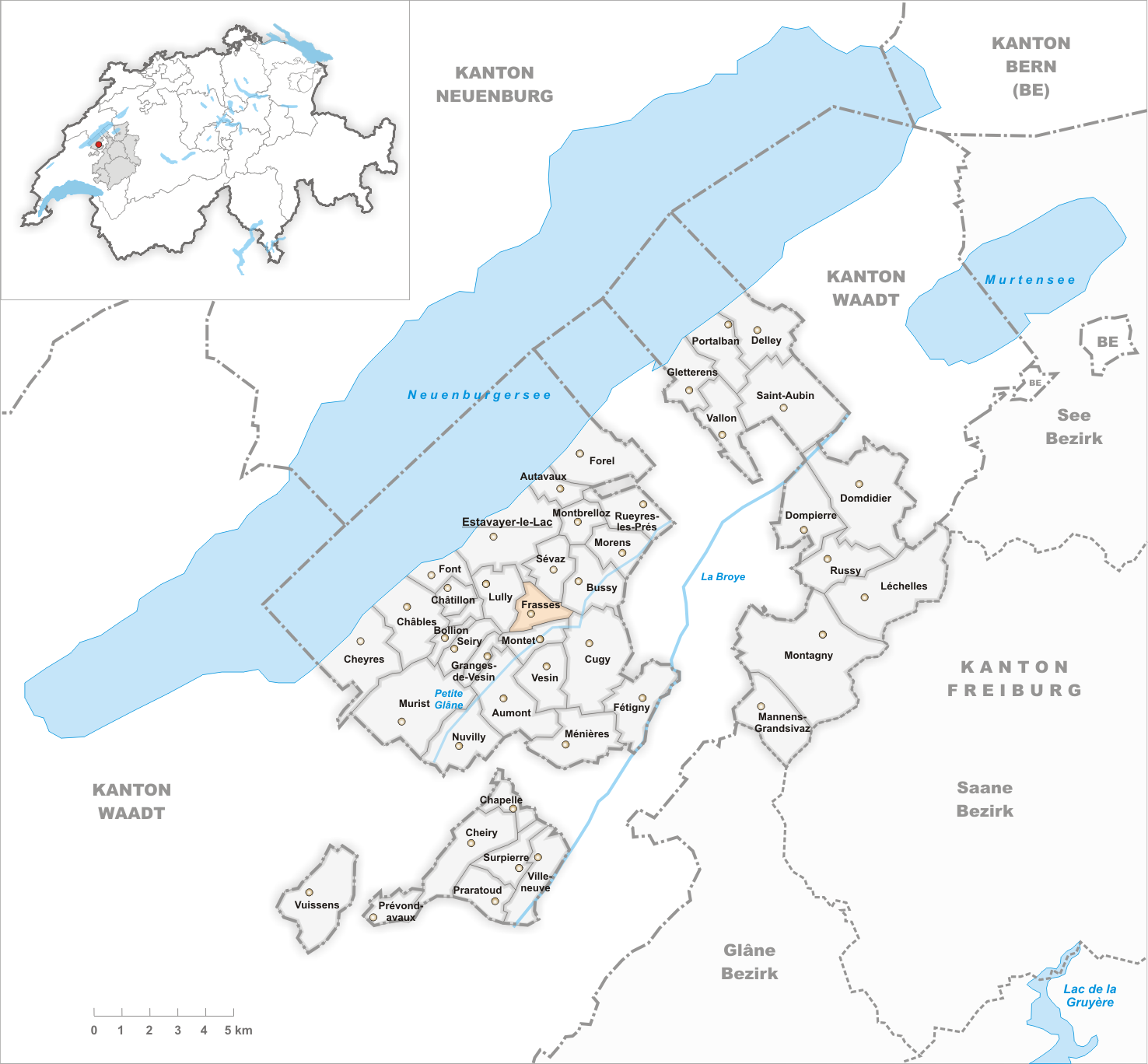
Il territorio del comune di Frasses prima degli accorpamenti comunali del 2004

Già comune autonomo, il 1º gennaio 2004 è stato accorpato agli altri comuni soppressi di Aumont, Granges-de-Vesin e Montet per formare il nuovo comune di Les Montets.

## Società

### Evoluzione demografica
L'evoluzione demografica è riportata nella seguente tabella:
Abitanti censiti

## Infrastrutture e trasporti
Frasses è servito dall'omonima stazione sulla ferrovia Payerne-Yverdon.

## Amministrazione
Ogni famiglia originaria del luogo fa parte del comune patriziale che ha la responsabilità della manutenzione di ogni bene comune.